# 范健文
范健文（英語：Eric Fan Kin Man），前香港科技資訊科技界人士，於2022年移居台灣，現為香港科技探索(HKTV)旗下在品牌英屬維京群島商易貿創投有限公司台灣分公司 Director of Taiwan Operation。

## 簡歷
范健文畢業於梁文燕紀念中學（沙田）及香港專業教育學院。
2022年3月，范健文移居台灣並成為台灣一天科技有限公司經理人
現為香港科技探索(HKTV)旗下在台灣品牌英屬維京群島商易貿創投有限公司台灣分公司 Director of Taiwan Operation 
范健文曾接受香港媒體訪問。

## 奬項
- 香港警務處「網絡安全精英嘉許計劃」2017 - 網絡服務供應商（管理層）- 銀奬
- 香港警務處「網絡安全精英嘉許計劃」2016 - 通訊行業 - 銀獎
- (ISC)² 亞太區資訊保安 2015 - (信息安全專業人員) 傑出成就獎 (ISLA) [10]
- 職業訓練局 (香港) 傑出校友獎 2022[11]

## 曾擔任之香港公職
范健文於2022年離開香港前曾擔任若干公職，唯已於移居台灣前後離任。
香港特別行政區政府單位
- 政府資訊科技總監辦公室
- 香港互聯網註冊管理有限公司
- 僱員再培訓局
- 職業安全健康局 [12]
- 梁文燕紀念中學（沙田）

商會及協會
- 香港無線科商會（页面存档备份，存于）
- 香港資訊科技商會（页面存档备份，存于）
- 香港互聯網供應商協會（页面存档备份，存于）
- 專業資訊保安協會（页面存档备份，存于）
- 電子學習聯盟（页面存档备份，存于）
- HKNoGs（页面存档备份，存于）
- 長者安居協會

## 外部連結
```
范健文 Facebook 
 
（
页面存档备份
，存于
）
```